# Tolga Ciğerci
Tolga Ciğerci [ˈtɔlɡɑ ˈdʒiːɛɾdʒi], (* 23. März 1992 in Nordenham) ist ein deutschtürkischer Fußballspieler, der seit Januar 2025  bei Sivasspor unter Vertrag steht.

## Karriere

### Jugend
Ab 1998 spielte Ciğerci für den SV Phiesewarden, ein Verein aus seiner Geburtsstadt Nordenham. Zwei Jahre später wechselte er zum Mehrspartensportverein TSV Arminia Vöhrum aus Peine, für den er bis 2005 spielte. Nach Empfehlung durch den Wolfsburger Jugendscout Lars Mrosko kam er zum VfL Wolfsburg. In Wolfsburg durchlief Tolga Ciğerci ab 2005 die Jugendmannschaften. Von der A-Jugend wechselte er zur Saison 2010/11 zu Wolfsburgs zweiter Mannschaft in die Regionalliga Nord, trainierte jedoch bei den Profis mit.

### Vereine

#### VfL Wolfsburg
Sein Debüt in der Bundesliga hatte er am 28. November 2010 im Auswärtsspiel gegen den 1. FC Köln, bei dem er für Cícero Santos in die Startformation gerückt war und 90 Minuten durchspielte. Das Spiel endete 1:1 unentschieden. Auch die beiden folgenden Partien, die ebenfalls unentschieden endeten, spielte er durch und danach kam er noch einige Male zum Einsatz. Als Trainer Steve McClaren aufgrund der sportlichen Situation entlassen wurde, verzichteten seine Nachfolger auf Ciğerci. Für die A-Jugend des VfL Wolfsburg spielte er noch am 19. Juni 2011 im Finale der deutschen A-Jugend-Meisterschaft, das Wolfsburg mit 4:2 gegen den 1. FC Kaiserslautern gewann. Ciğercis Lizenzspielervertrag in Wolfsburg lief zunächst bis zum 30. Juni 2015.

#### Borussia Mönchengladbach
In der Winterpause 2012 verlieh der VfL Wolfsburg Ciğerci bis zum 30. Juni 2013 an Borussia Mönchengladbach, zudem wurde eine Kaufoption vereinbart. Dort gab er am 18. Februar 2012 (22. Spieltag) im Bundesligaspiel gegen den 1. FC Kaiserslautern sein Debüt, als er in der Nachspielzeit für Marco Reus eingewechselt wurde. Seinen ersten Einsatz in der Startelf hatte er für Mönchengladbach am 5. Mai 2012 gegen den 1. FSV Mainz 05. Sein internationales Debüt bestritt Ciğerci am 21. August 2012 in der Qualifikation für die Gruppenphase der UEFA Champions League im Heimspiel gegen Dynamo Kiew.

#### Hertha BSC
Im September 2013 wurde Ciğerci für ein Jahr an Hertha BSC verliehen. Im Vertrag wurde zudem eine Kaufoption für eine Million Euro festgeschrieben. Sein erstes Tor in der Bundesliga schoss er am 8. Dezember 2013 beim 2:0-Sieg gegen Eintracht Braunschweig. Am 14. April 2014 nutzte Hertha BSC die Kaufoption; er erhielt einen Vertrag bis 2017. Im Januar 2023 kehrte er zur Hertha zurück. Bis zum Ende der Saison kam Ciğerci auf elf Einsätze und stieg mit den Berlinern in die 2. Bundesliga ab.

#### Vereine aus Istanbul und Ankara
Am 8. August 2016 unterschrieb Ciğerci einen Dreijahresvertrag bei Galatasaray Istanbul. Hertha BSC erhielt für ihn eine Ablöse von drei Millionen Euro. Bereits wenige Tage nach seinem Wechsel gewann er mit Galatasaray den Supercup. Am Saisonende 2017/18 gewann er mit seinem Verein die türkische Meisterschaft. Am 29. August 2018 wurde sein Vertrag aufgelöst. 2021 wechselte er zum Ligakonkurrenten Istanbul Başakşehir FK und 2022 zu MKE Ankaragücü. Nach dem Abstieg mit Hertha BSC kehrte Ciğerci zu MKE Ankaragücü zurück.

### Nationalmannschaft
Aufgrund der Herkunft seiner Eltern ist er auch für türkische Nationalmannschaften spielberechtigt, entschied sich zunächst jedoch, für den DFB zu spielen. Für die U19-Nationalmannschaft bestritt er im Jahr 2010 fünf Länderspiele, wobei er am 3. September 2010 in Groesbeek beim 2:2-Unentschieden im Freundschaftsspiel gegen die U19-Nationalmannschaft der Niederlande mit dem Treffer zur 2:1-Führung in der 80. Minute sein erstes Länderspieltor erzielte.
Ende September 2012 entschied er sich, für die A-Nationalmannschaft des türkischen Fußballverbandes spielen zu wollen.
Nachdem er nach seinem Wechsel zu Hertha BSC über mehrere Wochen überzeugt hatte, meldete sich im Februar 2014 Horst Hrubesch, seinerzeit Trainer der U21-Nationalmannschaft bei ihm, bekundete das generelle Interesse an Ciğerci und versuchte diesen umzustimmen, doch noch für deutsche Auswahlteams zu spielen, blieb jedoch ohne Erfolg.
Im Rahmen eines Testspiels gegen die Nationalmannschaft Schwedens wurde Ciğerci vom türkischen Nationaltrainer Fatih Terim das erste Mal in seiner Karriere für das Aufgebot der türkischen Nationalmannschaft nominiert. Am 6. Oktober 2016 gab Ciğerci in Konya sein Länderspieldebüt für die A-Nationalmannschaft beim 2:2-Unentschieden gegen die Nationalmannschaft der Ukraine im zweiten Spiel der WM-Qualifikationsgruppe I für die Weltmeisterschaft 2018 mit Einwechslung für Enes Ünal zur zweiten Spielhälfte.

## Erfolge
- Deutscher A-Juniorenmeister 2011 mit dem VfL Wolfsburg
- Türkischer Fußball-Supercupsieger 2016 mit Galatasaray Istanbul
- Türkischer Meister 2018 mit Galatasaray Istanbul

## Sonstiges
Sein jüngerer Bruder Tolcay (* 1995) ist ebenfalls Fußballspieler.